# المجلس المحلي للتنمية (تونس)
المجلس المحلي أو المجلس المحلي للتنمية سابقا هو جماعة محلية في تونس طبقا لأحكام الباب السابع من الدستور.

## لمحة تاريخية
كان المجلس المحلي للتنمية هيكل استشاري في تونس ينشأ ضمن كل معتمدية، حسب القانون عدد 94-87 المؤرخ في 26 جويلية 1994. وأصبح طبق أحكام المرسوم عدد 2023-10 المؤرخ في 8 مارس 2023 المتعلّق بتنظيم انتخابات المجالس المحلّية وتركيبة المجالس الجهويّة ومجالس الأقاليم جماعة محلية ذات صبغة تقريرية في انتظار تحديد اختصاصاتها بمقتضى قانون أساسي.

## التركيبة

### بين 1994 و2024
كل مجلس يترأسه معتمد المنطقة ويتكون من:
- رؤساء البلديات أو الدوائر البلدية للمعتمدية.
- رؤساء المجالس القروية.
- عمدة أو عمداء العمادات المحلية.
- ممثلي المصالح الجهوية التابعة للمصالح المدنية للدولة والشركات العمومية المتدخلة في المنطقة.
- أي شخصية أخرى يكون حضورها مهما من قبل رئيس المجلس.

### منذ 2024
يتكون المجلس المحلي في كل معتمدية من :
- نائب منتخب عن كل عمادة داخل المعتمدية. وإذا كان عدد العمادات في إحدى المعتمديّات دون الخمسة، تتولّى هيئة الانتخابات تقسيم المعتمديّة إلى دوائر انتخابيّة لا تقلّ عن العدد المذكور.
- نائب عن حاملي الاعاقة يتم اختياره بالقرعة من بين المترشحين لعضوية المجلس المحلي عن حاملي الإعاقة.
- مديري الإدارات المحلّية بالمعتمدية المعنيّة إن وُجدت دون أن يكون لهم الحقّ في التّصويت، وتتمّ تسميتهم بقرار من الوزير المعني.

- كما يُمكن لرئيس المجلس المحلّي أن يدعو ممثّلي المنظّمات والأحزاب السياسيّة والجمعيّات النّاشطة في المعتمديّة المعنيّة للمشاركة في أشغال المجلس المحلّي دون أن يكون لهم الحقّ في التّصويت.

يتولّى رئاسة المجلس المحلّي، إثر الانتخابات، الفائز بأكبر عدد من الأصوات. ويتمّ التداول على رئاسة المجلس تباعا لمدّة ثلاثة أشهر بالقرعة.

## المهام
تتمثل مهام كل مجلس محلي للتنمية قانونيا في:
- دراسة جميع المسائل التي يقترحها رئيس المجلس والتي تخص مجال التنمية الاقتصادية والاجتماعية والثقافية والتعليمية للمعتمدية، من خلال إبداء الرأي في البرامج والمشاريع والمقترحات المحلية من أجل ضمان مزيد التنسيق والتكامل.
- المساهمة في إعداد وتنفيذ برامج النظافة وحماية البيئة.
- تنظيم أيام التنمية المحلية بقرار من الوالي.
- المشاركة في إعداد المخطط الجهوي للتنمية فيما يتعلق بالمعتمدية.
- إعداد التقارير الدورية مع المقترحات والتوصيات للوالي الذي ينقلها بدوره للوزارات المعنية.

## العمل
كل مجلس يجتمع على الأقل مرة واحدة كل ثلاثة أشهر بطلب من رئيسه، بشرط حضور أغلبية أعضائه (في الجلسة الأولى). الكاتب العام للمعتمدية يضمن الكتابة العامة للمجلس.

## روابط خارجية
- (بالفرنسية) القانون عدد 94-87 المؤرخ في 26 يوليو 1994 حول إنشاء مجالس محلية للتنمية، الرائد الرسمي للجمهورية التونسية، العدد 60، 2 أغسطس 1994، الصفحات 1254-1255.